# Àngel Simón Grimaldos
Àngel Simón Grimaldos (Manresa, 9 de novembre de 1957) és un enginyer i empresari català. Va ser conseller delegat de CriteriaCaixa del 2024 al 2025 i president executiu del Grup Agbar del 2010 al 2024.

## Educació
El 1980, Simón es va titular com a enginyer de camins, canals i ports a la Universitat Politècnica de Catalunya. Posteriorment, va realitzar un MBA en direcció d'empreses a l'Escola Superior d'Administració i direcció d'empreses (ESADE).

## La Barcelona preolímpica
Entre el 1980 i el 1989 va ocupar diversos càrrecs tècnics i de gestió en empreses i administracions públiques. Després de dirigir l'empresa pública de proveïment SOGEMASA i els projectes de la Societat Catalana de Capital Risc en l'època preolímpica, Pasqual Maragall, llavors alcalde de Barcelona, el va nomenar gerent de la Mancomunitat de Municipis de l'Àrea Metropolitana de Barcelona i d'altres entitats que -entre totes- configuraven l'Àrea Metropolitana de Barcelona (AMB) i que van substituir la Corporació Metropolitana de Barcelona dissolta pel govern de Convergència i Unió el 1987.
Impulsat per la preparació dels Jocs Olímpics de 1992, aquell període va suposar la gran transformació de la ciutat, amb execucions com la Vila Olímpica, les rondes o l'obertura litoral, a més de la posada en marxa de projectes com la rehabilitació de les lleres del Llobregat i del Besòs, el Parc Natural de la Serra de Collserola o el Pla de sanejament metropolità.
Entre 1980 i 1989, va ocupar diversos càrrecs tècnics i de gestió en empreses i administracions públiques.

## Activitat empresarial a Iberoamèrica i a Portugal
Entre 1989 i 1995, va treballar com a gerent de l'Àrea Metropolitana de Barcelona. Posteriorment va ser delegat d'Agbar a Portugal (1995-1998) i director general internacional del sector aigua i sanejament del mateix grup (1998-1999). Portugal, com Espanya, va subscriure, el 12 de juny del 1985, el Tractat d'adhesió a la Comunitat Econòmica Europea (CEE), que va entrar en vigor el 1986.
Entre l'última dècada del segle XX i la primera del XXI, Agbar va tenir una presència rellevant a l'Argentina, en ciutats com ara Santa Fe, Córdoba, Rosario i Buenos Aires. Des de l'any 1993 va participar activament a Aguas Argentinas, societat en la qual va arribar a ostentar un 25%. Agbar va interposar, el 2003, juntament amb els seus socis de SUEZ, sengles reclamacions davant el Centre Internacional d'Arranjament de Diferències Relatives a Inversions (CIADI) per desprotecció de les seves inversions, i va retornar la concessió el 2005. El Tribunal va dictar un laude que va reconèixer una indemnització d'uns 700 milions USD a favor dels accionistes.
L'any 1997, amb el canvi de la Constitució portuguesa, que ha experimentat set revisions des del 1976, va comportar l'obertura del país a la col·laboració publicoprivada, i va permetre que Agbar adquirís el servei d'aigües de Setúbal i el servei de sanejament del Val do Ave, nucli principal de l'empresa Lusaga, que tradicionalment havia estat l'explotadora de la depuradora d'adobs d'Alcanena.
Després de romandre tres anys a Portugal, el 1998 va assumir la direcció internacional del sector d'aigua i sanejament del grup. Des d'aquest càrrec impulsà el salt internacional d'Agbar, coincidint amb la projecció global de Barcelona després dels Jocs Olímpics de 1992.
Va dissenyar i dirigir l'entrada d'Agbar a Xile el 1999, en adquirir la companyia EMOS, la primera empresa a escala nacional i la segona que es va sotmetre a concurs per a la participació publicoprivada, després d'ESVAL.
El 1999 va partir a Xile, on va assumir el càrrec de primer gerent general de l'Empresa Metropolitana d'Obres Sanitàries (Emos) després del traspàs del control d'aquesta per l'Estat local al grup català. L'objectiu a l'hora d'adquirir la companyia va ser passar del 3% al 100% del sanejament de les aigües servides. La posada en marxa del projecte d'El Zanjón de la Aguada va ser una de les grans execucions. La renovació i modernització d'aquesta llera que recorre la capital, Santiago, i que es desbordava amb certa freqüència, va permetre situar Xile al capdavant del continent sud-americà i com a referent. Va estar tres anys al capdavant de l'empresa xilena i durant la seva gestió l'empresa va prendre la denominació d'Aguas Andinas. Entre 2002 i 2004 va exercir com a director general de la filial dedicada al sector aigua i sanejament. Actualment és una de les companyies sanitàries més reconegudes de l'Amèrica Llatina i presta servei a més de set milions d'habitants a Santiago de Xile i la seva àrea metropolitana.
L'any 2000, Agbar es va convertir en soci tecnològic d'Aguas de La Habana, que va esdevenir la primera empresa mixta, amb participació de capital estranger, que gestionava un servei públic al país. Entre el 2002 i el 2004 va exercir com a director general de la filial dedicada al sector de l'aigua i el sanejament.
Al setembre de 2004, va ser nomenat director general del Grup Agbar en l'última etapa de Ricardo Fornesa en la presidència, després d'una trajectòria d'onze anys al grup. El 2006 va protagonitzar la primera gran operació europea d'Agbar al Regne Unit, amb la compra de Bristol Water. L'octubre del 2012 es va vendre el 70% de la companyia al fons d'inversió canadenc CIP, si bé Agbar va continuar com a gestora. El 2008 va agregar al seu càrrec la responsabilitat de ser conseller-director general d'Agbar, càrrec que va ostentar fins al seu nomenament com a president.
Com a director general, va assumir la tasca de recentrar l'activitat del grup, que els últims anys s'havia diversificat i s'havia ampliat a altres sectors, de manera que concentrés la seva actuació exclusivament en l'àmbit de l'aigua en qualsevol dels seus vessants. D'aquesta manera, es va poder desprendre entre el 2007 i el 2010 d'empreses com Cespa, Applus+, ACSA, Adeslas i ASM

## Responsabilitats a Suez
El juny de 2010, després de la presa de control per Suez Environnement, va assumir la presidència executiva.
També ha estat president d'Aigües de Barcelona, Empresa Metropolitana de Gestió del Cicle Integral de l'Aigua S. A., que presta servei a gairebé trenta municipis i a més de tres milions i mig d'habitants, desde 2010 a l'any 2024. La societat, de capital publicoprivat, va ser creada el 2012, i la seva creació va ser corroborada per sentència del Tribunal Superior de Justícia de Catalunya el 2019. La societat està participada en un 70% per la Societat General d'Aigües de Barcelona (SGAB), en un 15% per l'Àrea Metropolitana de Barcelona i en un altre 15% per Criteria Caixa.
El 2012 la companyia que dirigeix, Agbar, va crear el Fons de Solidaritat per atendre les famílies en risc d'exclusió social que no podien abonar la factura de l'aigua, en una acció coordinada amb els serveis socials dels ajuntaments implicats. Aquesta iniciativa va merèixer una valoració positiva de l'Institut Català d'Avaluació de Polítiques Públiques (Ivàlua).
El març de 2013, en tant, va ser nomenat director general adjunt de Suez Environnement a càrrec de l'activitat d'aigua a Europa.

## Reconeixements
L'any 2020, la patronal catalana Foment del Treball el va distingir amb la Medalla d'Honor a l'Empresari de l'Any 2020 per la seva defensa de la col·laboració publicoprivada i per la seva tasca per garantir l'accés a l'aigua i al sanejament, serveis essencials durant la pandèmia. Així mateix, el Cercle d'Economia el va nomenar president de la comissió del Pacte Verd Europeu (Green Deal) per fomentar el treball en xarxa, la transmissió de coneixement, la igualtat d'oportunitats i l'economia circular.
Àngel Simon va rebre el 2023 la medalla a la Trajectòria Professional concedida per la Fundació Camins del Col·legi d'Enginyers de Camins, Canals i Ports; la Medalla d’Honor (2017) i la Medalla al Mèrit Professional (2010) del Col·legi d’Enginyers de Camins, Canals i Ports; i la Medalla Ildefons Cerdà del Col·legi d’Enginyers de Camins, Canals i Ports de Catalunya (2008).

## Agbar actualment
El Fons de Solidaritat, gestionat per la Fundació Agbar, vol ser l'exemple d'un nou model de relació i implicació, de compromís amb el territori, per fomentar la integració i la millora de la qualitat de vida de les persones. Entre els seus objectius, hi ha potenciar la innovació social com a fonament del desenvolupament sostenible i la transformació. El fons parteix d'una concepció de l'aigua com a recurs públic compartit i d'un compromís amb el territori.
L'empresa ha plantejat impulsar Barcelona com un gran hub mundial de coneixement i innovació en la gestió de l'aigua, com a recurs fonamental contra el canvi climàtic. Així mateix, en diversos centres de debat, ha advocat per impulsar un nou pacte social empresa-usuaris per garantir un marc estable que posi les persones al centre.
El 9 de juny del 2021, va tenir lloc la Junta General de Grups d'Interès d'Agbar; una trobada participativa de format semipresencial i streaming que tenia com a objectiu dialogar amb tots els grups d'interès de l'empresa, així com retre comptes i proposar compromisos de futur que ajudessin a consolidar el contracte social. L'esdeveniment es va desenvolupar en quatre eixos principals, per tal de donar visibilitat a activitats dutes a terme durant el 2020: Solidaritat, ocupació, reconstrucció verda i inclusiva i un darrer dedicat a exemples del pacte social. A través d'aquests eixos es van entaular diàlegs amb representants dels diferents públics d'interès de la companyia, en què van destacar projectes clau vinculats a les àrees d'actuació.

## Sortida d'Agbar
El juny de 2024, el secretari general del consell d'administració de Veolia, Helman le Pas de Sécheval, va escriure una carta en què destacava les estratègies secretes de CriteriaCaixa i Simón per facilitar una absorció hostil per part de CriteriaCaixa de la filial de Veolia, Agbar. Simón va dimitir immediatament del càrrec de conseller no executiu d'Aigües de Barcelona per evitar una demanda amb Veolia.